# Томас Кобдън-Сандерсън
Томас Джеймс Кобдън-Сандерсън (на английски: Thomas James Cobden-Sanderson) е английски издател, дизайнер на книги и книговезец.
Роден е на 2 декември 1840 година в Аник, Нортъмбърланд, в семейството на данъчен чиновник. Учи право в Манчестърския и Кеймбриджкия университет, на не се дипломира, а започва работа като адвокат. През 1882 година се жени за Ан Кобдън-Сандерсън, дъщеря на известния радикален общественик Ричард Кобдън. Близък с Уилям Морис, той се включва активно в движението „Изкуства и занаяти“ и през 1884 година се отказва от адвокатската си практика, за да стане книговезец. Малко по-късно основава издателството „Доув Прес“, което става известно със своята типография и дизайн на книгите си. Близък е и с родителите на философа Бъртранд Ръсел и става негов кръстник.
Томас Кобдън-Сандерсън умира на 7 септември 1922 година.